# Рихобот (бантустан)
Рихобот се нарича бивш бантустан в Югозападна Африка (днешна Намибия) създаден на 2 юли 1979 г. от проапартейдското правителство с цел управлението на местните жители бастери.
Площта на бантустана е 13 860 km2, а населението наброявало около 21 439 души. Административен център е бил град Рихобот.
Рихобот подобно на останалите девет бантустана в Югозападна Африка е закрит през май 1989 г. успоредно с обявяване на независимостта на Намбия.